# تقييم نفسي عصبي
يُجرى التقييم النفسي العصبي تقليديًا لاختبار مدى ضعف مهارة معينة ما ولمحاولة تحديد الباحة الدماغية التي تضررت بعد أذية دماغية أو مرض عصبي. أصبح الآن تحديد موقع الآفات التي تشغل حيزًا ما أكثر دقة مع ظهور تقنيات التصوير العصبي، لذا انتقل التركيز الآن إلى التقييم المعرفي والسلوكي، بما في ذلك اختبار آثار أي أذية دماغية أو عملية مرضية عصبية قد يعاني منها الفرد.
يُعتبر تنفيذ الاختبارات النفسية العصبية من أجل تقييم الوظيفة المعرفية جزءًا أساسيًا من التقييم النفسي العصبي، على الرغم من أن الاختبارات النفسية العصبية تجمع ما هو أكثر من مجرد تنفيذ وتسجيل الاختبارات وأدوات الفحص. من الضروري أن يشمل التقييم النفسي العصبي أيضًا تقييمًا لحالة الفرد العقلية. وبشكل خاص في تقييم مرض ألزهايمر والأشكال الأخرى من الخرف. تتضمن جوانب الوظيفة المعرفية المقيمة عادةً الميل والتوجه، والتعلم الجديد أو الذاكرة، والذكاء، واللغة، والإدراك البصري والوظيفة التنفيذية. مع ذلك، يشمل التقييم النفسي العصبي السريري ما هو أكثر من ذلك، فيركز أيضًا على حالات الفرد من الناحية النفسية، والشخصية، والعلاقات بين الأشخاص، والحالات السياقية الأوسع.
قد تُجرى التقييمات من أجل العديد من الأسباب، مثل:
- التقييم السريري، من أجل فهم الأنماط الخاصة بنقاط القوة المعرفية بالإضافة لأي صعوبات قد يمتلكها الشخص، ومن أجل المساعدة في اتخاذ القرارات واستخدامها في الوسط الطبي أو التأهيلي.
- التقصي العلمي، من أجل تقصي فرضية ما حول اختبار بنية المعرفة ووظيفتها، أو لتوفير المعلومات التي تسمح برؤية الاختبارات التجريبية في سياق الإطار المعرفي الأوسع.
- التقييم القانوني الطبي، لاستخدامه في محاكم القضاء دليلًا في الإدعاء القانوني أو التحقيق في الجرائم.

حدد ميلر ثلاثة أهداف كبرى للتقييم النفسي العصبي. أولًا، التشخيص؛ لتحديد الطبيعة الخاصة بالمشكلة. ثانيًا، لفهم طبيعة أي أذية دماغية أو مشكلة معرفية ناجمة عنها (انظر عجز معرفي عصبي) وتأثيرها على الفرد، باعتبارها وسيلة لاستنباط برنامج تأهيلي أو تقديم النصائح الخاصة بقدرة الفرد على تنفيذ مهام معينة (على سبيل المثال، اللياقة من أجل القيادة، أو العودة للعمل). وأخيرًا، قد تُجرى التقييمات لقياس التغير في الوظيفة مع الوقت، مثل تحديد عواقب عملية جراحية أو تأثيرها على برنامج تأهيلي مع الوقت.

## تشخيص الاضطراب النفسي العصبي
تسبب أنواع معينة من الأذيات الدماغية صعوبات معرفية وسلوكية. بدأ علماء النفس فحص هذه المشاكل باستخدام إحدى التقنيات التالية أو جميعها معًا:

### أخذ السوابق التاريخية
يتضمن ذلك جمع معلومات السوابق الطبية للمريض وعائلته، ووجود الأحداث المتطورة أو غيابها، والسوابق النفسية، وطبيعة أي سوابق خاصة بالشكاوى وشدتها وتقدمها. يمكن عند ذلك لعالم النفس قياس كيفية معالجة المريض وتحديد ما إذا كان هناك أي محددات تاريخية لسلوكه.

### المقابلة
يستخدم علماء النفس مقابلات منظمة بغرض تحديد نوع المشكلة العصبية التي قد يعاني منها المريض. هناك عدد من المقابلات الخاصة، بما فيها استبيان الحالة العقلية القصير المحمول، ومقياس الاعتلال النفسي العصبي، وتقييم المريض لوظائفه الذاتية، والمقابلة المنظمة الخاصة بتشخيص الخرف.

### إجراء الاختبارات
تتوقع التسجيلات الخاصة بالاختبارات القياسية توقعات موثوقة كافية حول مشاكل حالية و/أو مستقبلية. تسمح الاختبارات القياسية لعلماء النفس بمقارنة نتائج شخص ما مع أشخاص آخرين؛ لأنها تمتلك ذات المكونات وتُختبر بنفس الطريقة. فتعبر عن سلوك الشخص وإدراكه. تعتبر نتائج الاختبار القياسي جزءًا من الأحجية فقط، إذ يحتاج الأمر للمزيد من الاستقصاءات متعددة التخصصات (مثلًا، تصوير الأعصاب، وطب الأعصاب) نموذجيًا من أجل التشخيص الرسمي لمرضى الأذية الدماغية.

#### اختبار الذكاء
قد يقدم اختبار الذكاء لشخص ما دليلًا حول ما إذا كان هناك مشكلة في الاتصال السلوكي الدماغي. تستخدم مقاييس وكسلر للذكاء غالبًا بشكل كبير في تحديد مستوى الذكاء. يعطي تعدد المقاييس المتاحة، وطبيعة الاختبار، بالإضافة للفجوة الواسعة في المعدلات اللفظية ومعدلات الأداء دلائل حول ما إذا كان هنالك صعوبات في التعلم أو أذية لباحة معينة من الدماغ.

#### اختبار الباحات الأخرى
تُختبر الباحات الأخرى أيضًا عندما يُقيم المريض تقييمًا نفسيًا وَعصبيًا. يتضمن ذلك الإدراك الحسي، والوظائف الحركية، والانتباه، والذاكرة، والمعالجة البصرية والسمعية، واللغة، وحل المشكلات، والتخطيط، والتنظيم، وسرعة المعالجة، وغيرها الكثير. يختبر التقييم النفسي العصبي عدة باحات خاصة بالإدراك والوظيفة التنفيذية؛ من أجل تحديد ما إذا كان هناك أساس نفسي عصبي لصعوبات المريض الوظيفية والسلوكية.

#### مؤهلات إجراء التقييمات
يجري التقييمات النفسية العصبية عادةً علماءُ نفس من مستوى الدكتوراه (بّي إتش دي، وبّي إس واي دي) الذين تلقوا تدريبهم في علم النفس العصبي، يُعرفون باسم علماء النفس العصبي السريري. يحدَّد تعريف بحث علماء النفس العصبي السريري ومجالهم بحسب الدلائل الإرشادية الخاصة بمؤتمر هيوستن المقبولة بشكل واسع. عادةً ما يمتلكون تدريبًا تاليًا للدكتواره في علم النفس العصبي، وعلم التشريح العصبي، والوظيفة الدماغية. يُعطى أغلبهم رخصة لممارسة علم النفس في مجالهم الخاص. تسمح آخر التطورات في المجال للأفراد المدربين بمستوى عالٍ مثل اختصاصي القياسات النفسية لإدارة أدوات منتقاة، على الرغم من بقاء تحديد نتائج الاختبارات المجراة من مسؤولية الطبيب.